# スンダ王国

スンダ王国

スンダ王国の領土

スンダ王国（スンダおうこく、英: Sunda Kingdom 669年頃 - 1579年頃）は、現在のインドネシア・ジャワ島西部に存在したヒンドゥー教の王国で、バンテン、ジャカルタ、西ジャワ、中央ジャワ西部を含む広大な地域を支配した。

## 歴史
スンダ王国は、669年頃に成立し1579年頃まで続き、その治世の中で、スリ・バドゥガ・マハラジャ王（在位1482年 - 1521年）は王国の最盛期を迎え、スンダ国民の間で平和と繁栄の時代として記憶されている。

## 文化と社会
スンダ王国の住民は主にスンダ人で、主にヒンドゥー教を信仰していた。また、スンダ語を母語とするマレー系の民族であり、インドネシアではジャワ人に次ぐ約2700万人（1990年推計）の人口を持っている。
スンダ王国の文化は、ジャワ人の文化と多くの共通点を持ちながらも、独自の特色を持っていた。特に、スンダの民俗学で有名なシリワンギ王の事績は、スンダ文化の重要な一部として伝承されている。

## 遺産
スンダ王国の遺産は、現在の西ジャワ州やバンテン州に多くの歴史的遺跡として残っている。これらの遺跡は、スンダ王国の歴史と文化を知る上で貴重な資料となっている。